# Phortica gombakana
Phortica gombakana är en tvåvingeart som först beskrevs av Hajimu Takada och Momma 1975.  Phortica gombakana ingår i släktet Phortica och familjen daggflugor. Inga underarter finns listade i Catalogue of Life.